# Villars-sous-Mont
Villars-sous-Mont är en ort och tidigare kommun i distriktet Gruyère i kantonen Fribourg i Schweiz.
1 januari 2004 slogs Villars-sous-Mont samman med Enney och Estavannens till den nya kommunen Bas-Intyamon.